# Henrikova kronika Livonije
Henrikova kronika Livonije (latinsko Heinrici Cronicon Lyvoniae) je dokument, napisan v latinščini, ki opisuje zgodovinske dogodke v Livoniji, ki približno ustreza sedanji osrednji Estoniji in severnemu delu Latvije, in okoliških območjih od leta 1180 do 1227. Kroniko je okoli leta 1229 napisal  duhovnik  Henrik (latinsko Henricus de Lettis). Razen redkih omemb v Primarni kroniki, sestavljeni v Kijevski Rusiji v 12. stoletju, je Henrikova kronika najstarejši znani pisni dokument o zgodovini Estonije in Latvije.

## Ozadje
Papeški pozivi k ponovni sveti vojni ob koncu 12. stoletja niso navdihnili le katastrofalne četrte križarske vojne, ki je leta 1204 uničila Bizantinsko cesarstvo in opustošila  Konstantinopel, ampak tudi vrsto sočasnih severnih križarskih vojn. Pred temi križarskimi vojnami je bila srednjeveška Livonija mešana družba večinoma  poganskih plemen, kjer so se trgovci iz Hanzeatske lige srečevali z novgorodskimi trgovci in kjer so se mešale tevtonska, skandinavska in slovanska trgovina, kultura in kulti. Med etničnimi skupinami, ki so se tukaj mešale in trgovale s Sasi, Danci, Švedi, Vendi in trgovci iz Lübecka, Novgoroda in Pskova, so bile Estonci, Kareljci, Kuroni, Latgalci, Semgalci (včasih znani kot Leti), Livonci in Litovci. Zahodni trgovci so trgovali s srebrom, tekstilom in drugim luksuznim blagom, vzhodni pa s krznom, čebeljim voskom, medom, usnjem, posušenimi ribami in jantarjem. Za Livonijo je Arnold iz Lübecka v svoji Kroniki Slovanov zapisal, da je "bogata z mnogimi bogastvi", "rodovitna na poljih, bogata s pašniki, namakana z rekami"  in "dovolj bogata z ribami in poraščena z drevjem".
Skandinavski vladarji in nemški vojaški viteški redovi pod vodstvom nemških knezoškofov so postopoma osvojili in ponovno naselili baltski svet ter ga potegnili v zahodno orbito. Henrikova kronika Litve je bila napisana v prvi generaciji spreobrnjencev, ko je imel oblast nad deželo Albert Buxhoevedenski, kasneje škof Rige. Ko je Tevtonski red leta 1237 prevzel  Livonske brate meča, križarsko vojsko, ki jo je ustanovil Albert iz Rige, je sam nadaljeval z uveljavljanjem krščanstva po Livoniji.
Livonska križarska vojna in druge baltske križarske vojne so predmet razprav o njihovi upravičenosti do imena križarske vojne. Te križarske vojne niso bile usmerjene proti Sveti deželi kot druge pred njo, kar pomeni, da so bili verski motivi manj jasni od tistih, ki so imeli za končni cilj Jeruzalem. Jeruzalem je imel močan zgodovinski vpliv v krščanski veri, medtem ko so bile Livonija in druge baltske države za krščanstvo bistveno manj pomembne. 

## Vsebina
Henrikova kronika Livonije daje vpogled ne le v vojaške operacije na vzhodu v tistem burnem obdobju, ampak tudi v nasprotujoča si stališča očividca in razkriva zapletenost verskih motivov, prepletenih s političnimi cilji. Drugo znamenito zgodnje livonsko besedilo, Livonska rimana kronika, ima manjšo zgodovinsko vrednost, saj je bilo v bistvu mišljeno kot patriotska in krščanska dvorna zabava.
Henrikova kronika nakazuje  dve glavni utemeljitvi za osvojitev Livonije. Prva je bila, da je to Marijina dežela. Taka je postala potem, ko je škof Meinhard poskušal razširiti krščanstvo v Livoniji in tam ustanovil samostan Marijinega kulta. Njegov naslednik Albert iz Rige je ohranil to povezavo tako, da je škofovsko stolnico v Livoniji v zgodnjih 1200. letih imenoval za cerkev Device Marije.
Druga glavna utemeljitev je bila, da je Livonija primerljiva z Jeruzalemom. Papež Inocenc III. je podelil odvezo grehov vsem, ki so romali v Livonijo, potem ko so se med nemškimi kristjani in pogani pojavile napetosti. Škof Meinhard je brezuspešno poskušal spreobrniti pogane, četudi je za pokristjanjevanje Livonije zadolžil  Teodorika II. Zaskrbljeni Livonci so nameravali Teodorika ubiti, vendar so njihovo zaroto pravočasno odkrili. Odkritje je še povečalo nezaupanje Nemcev. Ko je papež Inocenc III. dal odvezo greha vsem, ki so šli pokristjanjevat Livonce, je Henrik povezal Livonijo in Jeruzalem z izjavo: "S tem, ko je zapovedal livonsko romanje za polno odpuščanje grehov, ga je izenačil z romanjem v Jeruzalem". Papeža Honorij III. in Gregor IX. sta Livonijo še naprej promovirala kot primerljivo z Jeruzalemom z uveljavljanjem privilegijev livonskih križarjev, vključno z zaščito lastnine.
Med druge razloge za vojno so spadali pravica do obrambe krščanstva, spreobrnitev poganov in vračanje odpadnikov h krščanstvu. Mnogi so se spraševali, v kolikšni meri je šlo pri pokristjanjevanju Livonije za premoženjske  in politične koristi. Henrik v svoji kroniki omenja, da je bilo v križarski vojski precejšnje število nemških trgovcev, vendar ne opisuje njihove vloge v sami vojni. V nasprotju z njim pisec Livonske rimane kronike navaja, da so ti trgovci tam "prodajali [svoje blago] z večjim dobičkom kot kjerkoli drugje". Ker je bila Livonija zelo bogata z naravnimi viri in je bila zelo pomembno trgovsko središče za veliko narodov in ljudi, bi pridobitev političnega nadzora nad to deželo prinesla politični napredek Nemčije nad drugimi narodi, ki so se tudi potegovali za obstoječe vire. Gospodarski  in politični potencial Livonije so prepoznali vsi nemški papeži, kralji, škofje in vojvode.
Kroniko sestavljajo štiri knjige.
Prva knjiga, "O Livoniji", opisuje dogodke med letoma 1186 in 1196: prihod prvega ikškilskega škofa Meinharda in krst Livoncev.
Druga knjiga, "O škofu Bertholdu", opisuje dogodke med letoma 1196 in 1198: prihod drugega škofa Ikšķileja Bertholda iz Hannovra in njegovo smrt v bitki z Livonci v bližini mesta, ki je kasneje postalo Riga.
Tretja knjiga, "O škofu Albertu", opisuje dogodke med letoma 1198 in 1208: prihod tretjega škofa Ikšķileja Alberta Buxhoevedenskega, ustanovitev krščanskega viteškega reda Livonskih bratov meča, osvojitev in delitev livonskih ozemelj med livonsko škofijo in redom, vojne s polockimi in litovskimi knezi, osvojitev kneževine Koknese in dežele Selov.
V četrti knjigi, "O Estoniji", so opisani dogodki med letoma 1208 in 1226: pohodi proti estonskim grofijam, osvojitev kneževine Jersika, vojne s Kurši, Semigalci, Litovci ter knezi Pskova in Novgoroda.
Izvirni rokopis kronike ni ohranjen. Obstaja šestnajst različnih prepisov iz 14. do 19. stoletja, od katerih je najstarejši Codex Zamoscianus, pisan na pergamentu konec 13. stoletja. Codex Zamoscianus je nepopoln, saj se besedilo kronike konča s 23. poglavjem. Codex Zamoscianus je trenutno shranjen v Poljski narodni knjižnici v Varšavi. Latinska različica iz Poljske narodne knjižnice je dostopna na spletu.  

## Avtor
Avtor kronike je Henrik Latvijski (latinsko Henricus de Lettis), katoliški duhovnik in priča večine dogodkov, opisanih v kroniki. Rodil se je med letoma 1180 in 1188, najverjetneje v Nemčiji, lahko pa bi bil tudi iz Livonije. Imel je temeljito nemško in katoliško izobrazbo in bil v mladosti povezan z dvorom knezoškofa  Alberta iz Buxhoevedena, pozneje znanega kot Albert iz Rige, ki je bil leta 1208 posvečen v duhovnika, ustanovil župnijo ter v miru živel svoje življenje. Henrik je Kroniko Livonije najverjetneje posvetil Albertu iz Buxhoevedena, ki je umrl leta 1229, približno v istem času kot je bila napisana kronika. Za Henrika ni znano, da bi pred Kroniko ali po njej napisal še kakšno drugo delo. 
Henrikova kronika je napisana s cerkvenega stališča, da je bila katoliška cerkev bistvena za zgodovino Livonije. Kronika je morda nastala kot poročilo papeškemu legatu Viljemu iz Modene, kateremu je bil dodeljen kot tolmač med letoma 1225 in 1227. Legat, eden od najsposobnejših papeževih diplomatov, je prišel v Livonijo, da bi posredoval v notranjem cerkvenem sporu med Livonskimi brati meča in katoliškimi škofi Livonije zaradi njihovih ozemeljskih zahtev. 

## Ocena
Henrikova kronika je ob Livonski rimani kroniki in Novgorodski prvi kroniki dokument, ki opisuje veliko dogodkov v prvih  fazah pokristjanjevanja vzhodnih Baltov.
Henrikova kronika je nekaj posebnega zaradi razumevanja zapletenosti križarske ideologije, ker opisuje verske motive, ki so služili za opravičevanje križarske vojne. Z omembo, da so bili v križarski vojski prisotni tudi trgovci, namiguje na mogoče gospodarske in politične koristi, ki bi obstajale po pokristjanjenju Livonije. Kronika je tudi primer križarskega dokumenta, ki uporablja samozavestno in ponižujočo retoriko do ljudi, ki so jih osvajali, zlasti ko opisuje naravo poganov, ko jih škof Meinhard sprva ne uspe spreobrniti brez uporabe sile z obljubo, da jim bo zgradil utrdbe, če bodo sprejeli krst. Mnogo poganov je njegovo ponudbo sprejelo, vendar niso imeli namena spremeniti svoje vere v krščanstvo. Ko je bilo odkrito, da ti ljudje še vedno izvajajo svoja poganska prepričanja in obrede, je mnogo izvajalcev križarskih vojn, vključno s Henrikom, izrazilo svoje neodobravanje in obsodilo te posameznke.

## Sklica
1. ↑  Tamm, Marek (2013). »How to justify a crusade? The conquest of Livonia and new crusade rhetoric in the early thirteenth century«. Journal of Medieval History. 39 (4): 431–455. doi:10.1080/03044181.2013.833541. S2CID 159762394.
2. ↑  http://individual.utoronto.ca/shamighosh/BalticCrusades.pdf. Marec 2022